# Smaragdzwergente

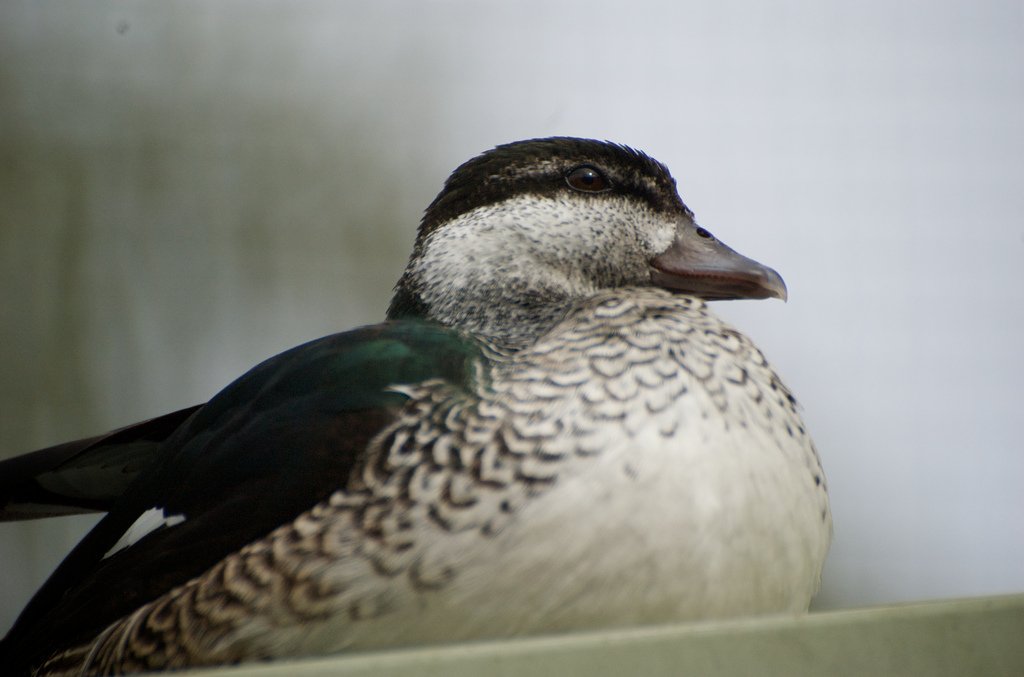
Smaragdzwergente

Die Smaragdzwergente (Nettapus pulchellus), auch Grüne Zwergglanzente oder Australische Zwergente genannt, ist eine tropische Art der Entenvögel und gehört zu den Schwimmenten. Es ist eine sehr kleine Ente, die einen gänseähnlichen Schnabel aufweist und in ihrer Lebensweise stark an Wasser gebunden ist. Ihr Verbreitungsgebiet ist der tropische Norden Australiens sowie Neuguinea.

## Erscheinungsbild
Die Smaragdzwergente erreicht ausgewachsen eine Körperlänge von 30 bis 36 Zentimetern. Die Flügelspanne beträgt 48 bis 60 Zentimeter. Männchen wiegen im Durchschnitt 310 Gramm, Weibchen 304 Gramm. Die Smaragdzwergente ist eine kleine, kompakt gebaute Ente mit einem auffallend glänzend flaschengrünen Rückengefieder.
Die Männchen der Smaragdzwergente haben einen flaschengrünen Hals. Die Kopfplatte ist grünlichbraun. Auffallend sind bei ihnen vor allem die weißen Wangen sowie der weiße Kehlfleck. Sowohl Kehl- als auch Wangenfleck sind in ihrer Ausdehnung sehr variabel. Der Schnabel ist bleigrau und hat einen auffälligen, rosa-hornfarbenen Nagel. Die Flügel sind grün und weiß, der Bauch ist weiß mit einem grauen Anflug. Die Beine und Füße sind dunkel grünoliv und die Augen sind dunkelbraun. Im Schlichtkleid ähnelt das Männchen dem Weibchen.
Das Weibchen ist dem Männchen nicht unähnlich. Ihm fehlen allerdings der grüne Hals und die auffällige Schnabelfärbung mit dem hellen Nagel. Der Kopf ist dunkler und hat einen blassen bräunlichen Überaugenstreif. Insgesamt ist die obere Körperhälfte bis in die Augenhöhe graubraun.
Die Küken sind sehr klein. Sie sind auf der Körperoberseite bräunlich. Der Kopf hat eine dunkelbraune Kopfplatte. Die Körperunterseite ist weiß. Auf dem Rumpf und an den Flügeln finden sich weiße Flecken. Der Schwanz ist verhältnismäßig lang. Von den Küken der Koromandelzwergente unterscheiden sich die Küken der Smaragdzwergente durch den mehr auffallenden dunklen Augenstreif.
Jungvögel weisen ein Gefieder auf, dass dem der Weibchen sehr ähnelt. Es ist aber insgesamt weniger kontrastreich und die Schuppung von der Kehle bis zur Brust ist weniger ausgeprägt.
An Land ist die Smaragdzwergente nur sehr selten zu beobachten. Sie bewegt sich dort sehr ungeschickt fort. Auch ihre Ruhephasen verbringt sie auf dem Wasser, so schwimmt sie beispielsweise während der heißesten Tageszeit bewegungslos zwischen Wasserpflanzen. Nur gelegentlich ist sie auf Sandbänken oder auf Ästen über dem Wasser zu beobachten. Der Flug ist schnell und direkt. Gewöhnlich fliegt sie niedrig über das Wasser. Dabei sind häufig hohe Pfeiftöne von ihr zu hören.

## Verwechslungsmöglichkeiten mit anderen Arten

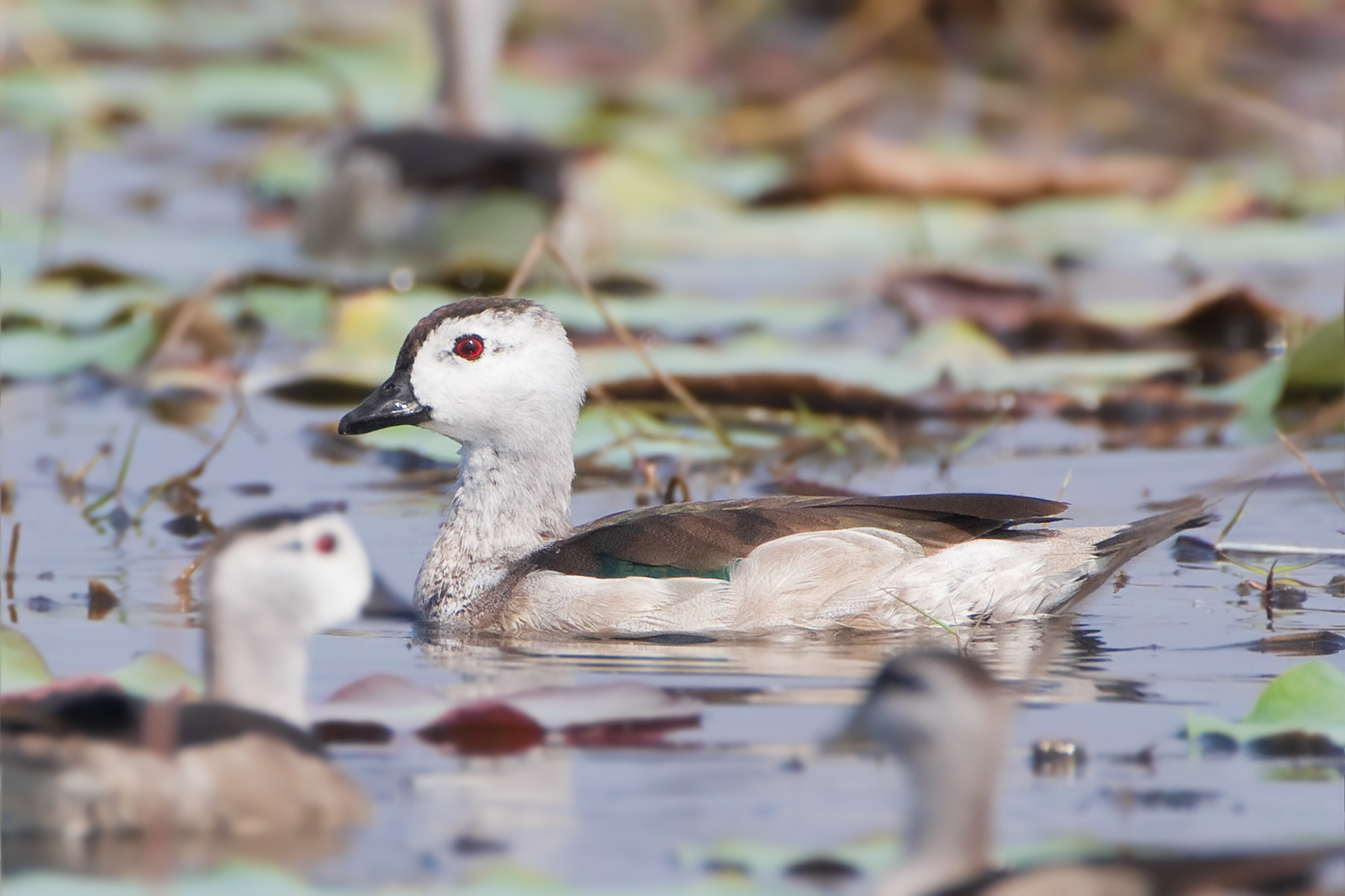
Koromandelzwergente

Ihre geringe Größe und ihr kompakter Körperbau machen die Smaragdzwergente in ihrem Verbreitungsgebiet nahezu unverwechselbar. Die einzige Art, die ihr ähnelt, ist die Koromandelzwergente, die im küstennahen Gebiet von Queensland ebenfalls vorkommt. Die beiden Arten, die beide zur Gattung der Zwergenten gehören, unterscheiden sich jedoch durch ihre Körperfärbung: Die Koromandelzwergente ist insgesamt wesentlich heller und ihr fehlt das flaschengrüne Rückengefieder. Auffälligster Unterschied zwischen den Männchen ist das weiße Gesicht der Koromandelzwergente. Die Weibchen und die Jungvögel sind schwieriger auseinanderzuhalten.

## Verbreitung und Bestand
Das Hauptverbreitungsgebiet der Smaragdzwergente ist der tropische Norden Australiens. Sie kommt außerdem in der südlichen Tiefebene von Neuguinea und einigen Inseln des östlichen Indonesiens vor. Insbesondere auf diesen Inseln ist ihr Status aber unsicher, dort ist bislang ihr Status als Brutvogel nicht belegt.
Im tropischen Norden Australiens ist die Smaragdzwergente weit verbreitet. Sie ist aber nirgendwo häufig. Abhängig davon, ob geeignete Lebensräume vorhanden sind, unternimmt sie kleinere Wanderungen in feuchtere Regionen. Möglicherweise zieht sie auch von der Cape York Peninsula bis nach Neuguinea. Zu ihrem Nachteil wirkt sich aus, dass eingeführte Wasserbüffel sowie Rinder die Wasservegetation negativ beeinflussen, auf die die Smaragdzwergente als Nahrungsgrundlage angewiesen ist. Insgesamt wird der Bestand auf weniger als 10.000 Individuen geschätzt.

## Lebensraum

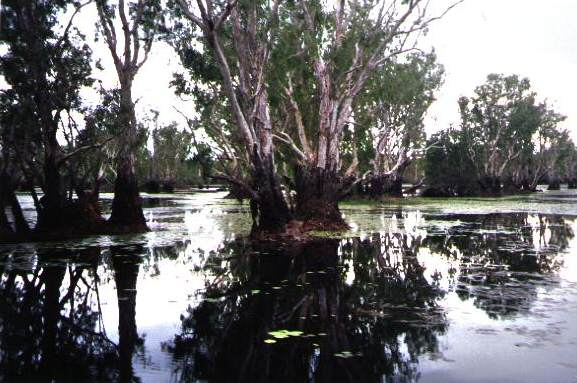
Billabong im Kakadu-Nationalpark, einer der Lebensräume dieser Entenart

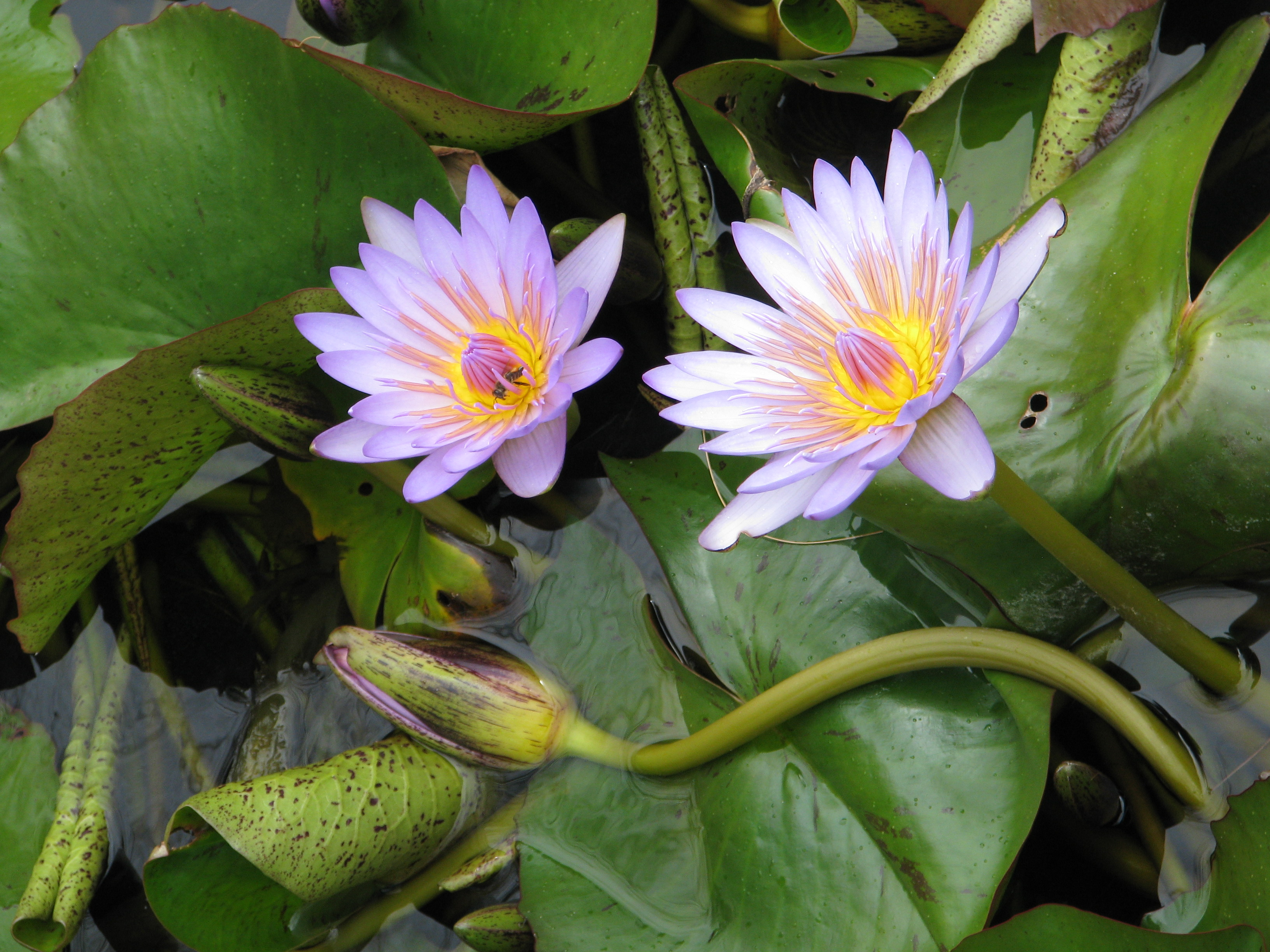
Blaue Kapseerose, eine der Nahrungspflanzen der Smaragdzwergente

Die Smaragdzwergente ist grundsätzlich eine stark ans Wasser gebundene Entenart. Sie ist auf das Küstengebiet begrenzt und kommt hier ausschließlich in tropischen Feuchtgebieten vor. Gelegentlich findet sie sich auch auf Brack- oder gar Salzgewässern sowie im Bereich von Flussmündungen ein. Während der Trockenzeit hält sie sich an Süßgewässern mit einer reichen Schwimmblatt- und Unterwasservegetation auf. Während der Regenzeit nutzt sie ebenfalls nur zeitweilig bestehende Gewässer wie Billabongs, geflutete Reisfelder und überschwemmtes Weideland. Auch auf Kanälen und in Wasserrückhaltebecken ist sie zu beobachten. Sie meidet flache Gewässer sowie solche mit schneller Wasserbewegung oder einem zu dichten Bewuchs an Unterwasservegetation.
Smaragdzwergenten leben ganzjährig in Paaren oder kleinen Familiengruppen. Während der trockeneren Jahreszeit sammeln sie sich gelegentlich in größeren Trupps. Solche Trupps können aus bis zu 200 Individuen bestehen.

## Nahrung
Die Smaragdzwergente ernährt sich nahezu ausschließlich pflanzlich. Ihre Nahrung nimmt sie meist direkt von der Wasseroberfläche auf. Gelegentlich gründelt sie jedoch auch, um an Unterwasserpflanzen zu gelangen. Auch Tauchgänge bis zu einer Wassertiefe von 30 Zentimetern wurden bei ihr bereits beobachtet. Sie zieht dabei Pflanzen an die Wasseroberfläche, die sie unter Wasser mit heftigen Kopfbewegungen abgerissen hat. Zu ihren wichtigsten Nahrungspflanzen zählen Seerosen (Nymphaea gigantea und Nymphaea capensis), deren Blüten, Knospen und Samenstände sie frisst. Sie ist dämmerungsaktiv und sucht ihre Nahrung überwiegend in den Morgen- und Abendstunden. Die Nahrungsreviere sind sehr klein und werden vom Männchen energisch verteidigt. Während des Tages ruhen die Enten zwischen den Blättern der Schwimmblattvegetation. Auf Grund der grünen Rückenfärbung sind sie gut getarnt.

## Fortpflanzung
Da die Paare auch in den während der Trockenzeit bis zu 200 Individuen großen Trupps gut zu erkennen sind, geht man davon aus, dass sie Langzeit-, wenn nicht gar Dauerehen führen. Die Fortpflanzungszeit der Smaragdzwergente fällt mit der Regenzeit zusammen, ansonsten ist verhältnismäßig wenig darüber bekannt. So hat man bis jetzt beispielsweise nur wenige Nester gefunden. Man geht aber davon aus, dass sie überwiegend in hohlen Bäumen direkt in Wassernähe brütet. Ähnlich wie bei der Koromandelzwergente ist das gemeinsame Suchen des Nistplatzes Bestandteil des Balzrepertoires. Die Eier sind oval und cremefarben. Das Vollgelege umfasst etwa zehn Eier. Nur das Weibchen brütet.

## Haltung in menschlicher Obhut
Smaragdzwergenten werden nur sehr selten in Zoos gezeigt. Nach Europa wurden zwar bereits 1935 einige dieser Enten importiert, die Tiere gewöhnten sich jedoch nicht ein. In den australischen Zoos in Perth, Sidney und Adelaide wurden ab 1972 insgesamt 10 Smaragdzwergenten gehalten, die Pflege erwies sich jedoch ebenfalls als schwierig. Bei den nach 1990 nach Europa und Nordamerika importierten Smaragdzwergenten handelt es sich um Tiere, die in Neuguinea gefangen wurden. In Australien ist der Export von Wildtieren untersagt. Obwohl die Transportbedingungen für solche Wildfänge sich seit den 1930er Jahren deutlich verbessert haben und den Vögeln in Tropenhallen oder Volieren mit geheizten Schutzräumen wesentlich bessere Halte- und Ernährungsbedingungen geboten werden können, starb bei diesen Importen ebenfalls die Mehrzahl der Tiere. 1997 gab es 10 Paare, die mehr als zwei Jahre gehalten wurden und die damit als eingewöhnt gelten dürfen. Diese hatten sich bis 1999 jedoch noch nicht fortgepflanzt.

## Belege